# The Push Stars
The Push Stars es una banda de rock de Estados Unidos, formada en Cambridge, Massachusetts en el año 1996. Esta banda está compuesta por Chris Trapper, Ryan MacMillan y Dan McLoughlin. Ellos realizaron shows poco comunes en Boston, en las presentaciones de su primer CD, "Meet Me at the Fair", en 1996.

## Historia
La banda debutó en los sellos discográficos en 1996, de la mano de Imago label, con "Meet Me at the Fair", luego; en 1997; realizaron un EP, "Tonight", y colaboraron con el soundtrack de la famosa película romántica "There's Something About Mary" con la canción "Everything Shines". Con esta canción, la banda, se dio a conocer fuertemente, al punto de que firmaron un contrato con Capitol, con el que realizaron su mejor trabajo, "After the Party", en 1999. A este álbum le siguió "Opening Time", en la primavera del año 2001. Luego firmaron contrato con la productora de San Francisco "33rd Street" y con el productor Greg Collins (No Doubt, Matchbox Twenty, Jewel) en la primavera de 2003 para grabar su cuarto álbum. El integrante de Matchbox Twenty, Rob Thomas, escuchó a la banda en el proceso de grabación y quedó muy impresionado, por lo que, The Push Stars y Matchbox Twenty, arreglaron una gira por toda América del Norte. En marzo de 2004, la banda lanzó su último disco hasta el momento, "Paint the Town".

## Discografía

### Discografía[2]
- Meet Me at the Fair (1996) Imago
- Tonight (EP, 1997)
- After The Party (1999), Capitol
- Opening Time (2001), Co-Op Pop
- Paint the Town (2004), 33rd Street Records

### Filmografía (de los integrantes de la banda)
- Origin of the Species (1998), producida por David Nickoll (Saturday Night Live, Boogie Nights)
- There’s Something About Mary (1998), junto a Cameron Diaz, Ben Stiller y Matt Dillon.
- Gun Shy (2000) junto a Sandra Bullock y Liam Neeson.
- Me, Myself & Irene (2000), junto a Jim Carrey y Renée Zellweger.
- The Push Stars, Well Anyway y Me para la película independiente Dinner and a Movie. (2000)
- Say it Isn’t So (2001), junto a Heather Graham y Chris Klein.

### Colaboraciones en Soundtracks
- There’s Something About Mary (1998), Capitol Records) con Jonathan Richman y Joe Jackson.
- Gun Shy (2000, Hollywood Records) con James Brown, Tom Waits y World Party.
- Me, Myself & Irene (2000, Elektra Records) con The Offspring, Smash Mouth, y Foo Fighters.
- Malcolm in the Middle (2001, Restless Records) con They Might Be Giants y Barenaked Ladies.